# Cosmisoma batesi
Cosmisoma batesi là một loài bọ cánh cứng trong họ Cerambycidae.